# Венслинген
Венслинген (нем. Wenslingen) — коммуна в Швейцарии, в кантоне Базель-Ланд.
Входит в состав округа Зиссах. Население составляет 687 человек (на 31 декабря 2007 года). Официальный код — 2865.